# Phare de Whitby
Le phare de Whitby (ou Whitby High) est un phare situé sur la colline de Ling, sur la côte au sud-est de Whitby, au-delà de Saltwick Bay (en), dans le comté du Yorkshire du Nord en Angleterre. Il ne faut pas le confondre avec les deux phares du port situés dans Whitby lui-même.
Ce phare est géré par le Trinity House Lighthouse Service à Londres,l'organisation de l'aide maritime des côtes de l'Angleterre.
Il est maintenant protégé en tant que monument classé du Royaume-Uni de Grade II.

## Histoire
Le phare est une tour octogonale en brique blanche qui a été conçu par James Walker ingénieur civil de Messrs. Walker, Burgess & Cooper. Les fondations ont été posées le 12 avril 1857 par le constructeur local William Falkingbridge de Well Close Square à Whitby. La supervision de la construction a été faite par James Walkers mandaté par Trinity House. Le phare a été mis en service le 1er octobre 1858.
À l'origine, deux phares étaient alignés nord-sud et étaient connus comme
Twin lights of Witby North (les lumières jumelles de Whitby Nord) et également connus sous le nom de High Light ou Whitby South. Leur but était de marquer par des lumières fixesdes dangers de Whitby Rock. En 1890, une lumière plus efficace a été installée pour le High Light, permettant au South Light d'être désactivée. Le phare a été électrifié en 1976 et automatisé en 1992.
Les maisons des anciens gardiens attenantes au phare sont maintenant disponibles à la location par les vacanciers. Le signal de brouillard situé à côté du phare a été désactivé, et le bâtiment est également maintenant utilisé comme logement de vacances.
Identifiant : ARLHS : ENG-164 - Amirauté : A2596 - NGA : 1992 .

### Liens connexes
- Liste des phares en Angleterre
- Phare de Whitby East Pier
- Phares de Whitby West Pier